# Michal Surzyn
Michal Surzyn (10 settembre 1997) è un calciatore ceco, difensore del Pardubice.

## Caratteristiche tecniche
È un terzino destro.

## Carriera

### Club
Cresciuto nel settore giovanile dello Sigma Olomouc, debutta fra i professionisti il 29 luglio 2017, durante il prestito al Pardubice, giocando l'incontro di seconda divisione perso 1-0 contro l'Olympia Praga. Negli anni seguenti viene nuovamente prestato prima al Vítkovice e poi al Pardubice che dopo aver centrato la promozione in massima divisione lo acquista a titolo definitivo.
Nel 2021 passa allo Jablonec.

### Nazionale
Ha giocato nelle nazionali giovanili ceche Under-19, Under-20 ed Under-21.

## Statistiche
Statistiche aggiornate al 6 settembre 2021.

### Presenze e reti nei club
| Stagione        | Squadra         | Campionato      | Campionato | Campionato | Coppe nazionali | Coppe nazionali | Coppe nazionali | Coppe continentali | Coppe continentali | Coppe continentali | Altre coppe | Altre coppe | Altre coppe | Totale | Totale |
| Stagione        | Squadra         | Comp            | Pres       | Reti       | Comp            | Pres            | Reti            | Comp               | Pres               | Reti               | Comp        | Pres        | Reti        | Pres   | Reti   |
| --------------- | --------------- | --------------- | ---------- | ---------- | --------------- | --------------- | --------------- | ------------------ | ------------------ | ------------------ | ----------- | ----------- | ----------- | ------ | ------ |
| 2017-2018       | Pardubice       | FNL             | 16         | 0          | CRC             | 0               | 0               |                    | -                  | -                  |             | -           | -           | 16     | 0      |
| 2017-2018       | Sigma Olomouc   | 1L              | 0          | 0          | CRC             | 0               | 0               |                    | -                  | -                  |             | -           | -           | 0      | 0      |
| 2018-2019       | Sigma Olomouc   | 1L              | 0          | 0          | CRC             | 0               | 0               | UEL                | 0                  | 0                  |             | -           | -           | 0      | 0      |
| 2018-2019       | Vítkovice       | FNL             | 14         | 1          | CRC             | 0               | 0               |                    | -                  | -                  |             | -           | -           | 14     | 1      |
| 2019-2020       | Vítkovice       | FNL             | 15         | 0          | CRC             | 0               | 0               |                    | -                  | -                  |             | -           | -           | 15     | 0      |
| 2019-2020       | Pardubice       | FNL             | 6          | 0          | CRC             | 0               | 0               |                    | -                  | -                  |             | -           | -           | 6      | 0      |
| 2020-2021       | Pardubice       | 1L              | 25         | 3          | CRC             | 0               | 0               |                    | -                  | -                  |             | -           | -           | 25     | 3      |
| 2021-2022       | Jablonec        | 1L              | 6          | 0          | CRC             | 0               | 0               | UEL+UECL           | 1+0                | 0                  |             | -           | -           | 7      | 0      |
| Totale carriera | Totale carriera | Totale carriera | 82         | 4          |                 | 0               | 0               |                    | 1                  | 0                  |             | -           | -           | 83     | 4      |